# Aphis lantanae
Aphis lantanae är en insektsart som beskrevs av Koch 1854. Aphis lantanae ingår i släktet Aphis och familjen långrörsbladlöss.

## Underarter
Arten delas in i följande underarter:
- A. l. lantanae
- A. l. coriaria